# Tochio
Tochio (栃尾市 -shi) é uma cidade japonesa localizada na província de Niigata.
Em 2003, a cidade tinha uma população estimada em 23 855 habitantes e uma densidade populacional de 116,41 h/km². Tem uma área total de 204,92 km².
Recebeu o estatuto de cidade a 1 de Junho de 1954.